# Nanfadima Magassouba
Nanfadima Magassouba är en guineansk kvinnorättsaktivist och politiker. Hon var ordförande för Coalition nationale de Guinée pour les droits et la citoyenneté des femmes (den guineanska koalitionen för kvinnors rättigheter och medborgarskap, CONAG-DCF), och har sedan 2013 varit ledamot av Guineas nationalförsamling . 

## Biografi
Magassouba föddes i Koundaraprefekturen. Även om hon har arbetat med fackföreningar och samhällsgrupper i tre årtionden fick hon större erkännande först när hon blev ordförande för CONAG-DCF. Under Magassoubas ledning fick CONAG nationell status som den ledande organisationen för kvinnors rättigheter i landet, och erkändes som en rådgivande grupp i FN.
I parlamentsvalet 2013 valdes hon till en medlem av den guineanska nationalförsamlngen, invald för Guineanska folkets samling (RPG). Hon har varit minister för nationell solidaritet och främjande av kvinnor och barn i Guinea. Massagouba har fått erkännande för sin insats för att få Alpha Condés vald i Guineas presidentval 2015, och fortsatte att vara en synlig företrädare i RPG-kampanj i Koundara. I juni 2016 utsågs hon till Mamady Diawaras efterträdare som ordförande för delegationskommissionen för RPG Rainbow Alliance. 
I maj 2017 deltog Magassouba i det fjärde forumet för afrikanska politiska ledare vid Yale University.
Magassouba tjänstgjorde som ordförande i nätverket för kvinnliga parlamentariker, innan hon i juli 2016 efterträddes av Fatoumata Binta Diallo från Union des Forces Démocratiques de Guinée. Som kvinnlig parlamentariker uttryckte hon sin motstånd mot legalisering av polygami i Guinea. 29 december 2018 vägrade hon tillsammans med alla 26 kvinnliga parlamentsledamöter att rösta för revideringar av civillagen med syfte att legalisera polygami,  något som förbjöds 1968. 